# 盛岡城
盛岡城（もりおかじょう）は、岩手県盛岡市（陸奥国岩手郡）にあった日本の城。1937年（昭和12年）4月17日に国の史跡に指定されている。また、2006年（平成18年）には日本100名城に選定されている。
別名は不来方城（）であると一般に理解されているが、厳密には盛岡城の前身であり、両者は別の城郭である。

## 概要

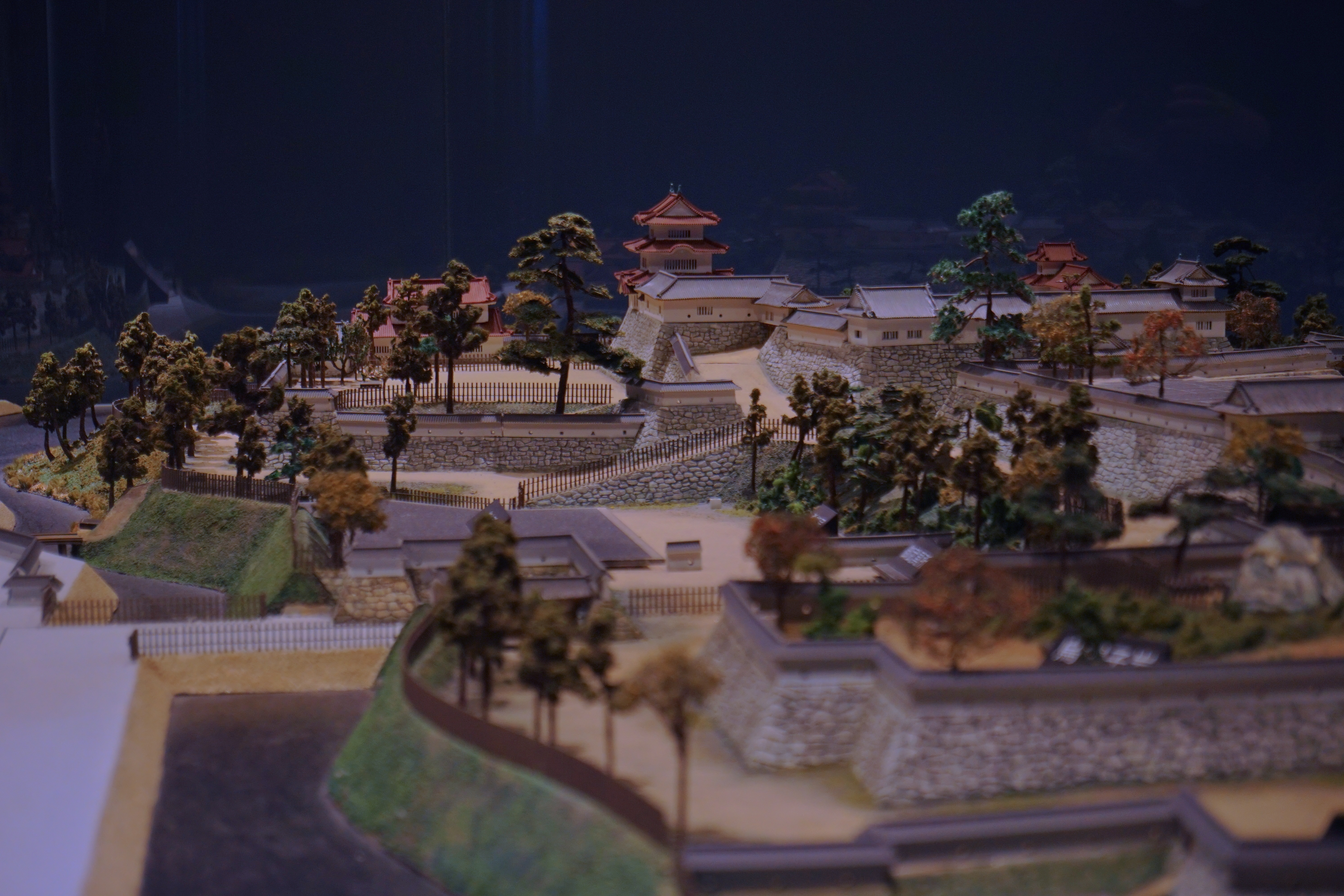
盛岡城復元模型

「盛岡城」は南部（盛岡）藩南部氏の居城である。西部を流れる北上川と南東部を流れる中津川の合流地、現在の盛岡市中心部にあった花崗岩丘陵に築城された連郭式平山城である。本丸の北側に二の丸が配され、それぞれ石垣を持つ本丸と二の丸の間は空堀で仕切られ現在は朱塗りの橋（渡雲橋）が架かっているが、存城当時は廊下橋（屋根付橋の一種）が架けられていた。さらにその北側に三の丸が配され、本丸を囲むように腰曲輪、淡路丸、城の石垣から三角に張り出した榊山曲輪が配された。本丸には天守台が築かれたが、幕府への遠慮から天守は築かれず、天守台に御三階櫓が建造され代用とされた。後、1842年（天保13年）に12代利済により天守へと改称されている。
白い花崗岩で組まれた石垣は高い所では高さ14ｍに及び、土塁の多い東北地方の城郭の中では異彩を放っている。建造物は明治初頭に解体され、現存するものは少なく、城内に移築された土蔵と、市内の報恩禅寺（名須川町1-5）に移築されたとされる門が残る。なお、移築門については城門であった確証は得られていない。また、清水寺に、いずれかの門か定かではないが城門が、木津屋本店奥土蔵（南大通3-20）、岩手川（旧・浜藤酒造、鉈屋町10番）に土蔵が再移築され現存する。また、徳清倉庫（仙北1-13-7）に二の丸にあった勘定奉行所の一部が移築されている。
現在の盛岡城址は、近代公園の先駆者である長岡安平の設計により、1906年に『岩手公園』として整備され（ただし、後述の問題あり）、当地で学生時代を過ごした宮沢賢治の詩碑や、石川啄木の
不来方のお城の草に寝ころびて空に吸はれし十五の心
と刻まれた歌碑などが公園内にある。

## 歴史・沿革

### 近世以前
平安時代後期にあっては、清原武則の甥橘頼為の本領として『陸奥話記』に記された「逆志方」とは、不来方のことであるという説がある。

### 近世

#### 安土桃山時代
- 1590年（天正18年） - 陸奥国北部を勢力下に置く南部氏は、安土桃山時代に天下統一を果たした豊臣秀吉より、当主の南部信直が5ヶ郡（閉伊郡、岩手郡、鹿角郡、紫波郡、ならび糠部郡[4]）の所領を安堵された。
- 1591年（天正19年） - 九戸政実を倒し、三戸城から九戸城（のち「福岡城」と改める。現在の二戸市福岡に当たる。）に本拠を移した。失領していた津軽3ヶ郡（平賀郡、鼻和郡、田舎郡）の代替地として和賀郡、稗貫郡の2ヶ郡が加増されて、7ヶ郡10万石の所領を安堵された。
- 1592年（文禄元年） - 蒲生氏郷や浅野長政より九戸では北辺に過ぎるとの助言を受け、不来方の地を本拠とすべく整地を開始。
- 1598年（慶長3年） - 京都にあった信直は嫡男の利直に築城を命じ、兵学者の内堀伊豆を普請奉行として築城に着手した。

これより先、南部氏の臣下である福士慶善淡路が不来方の地に設けた「慶善館」が、すなわち本来の「不来方城」である。福士氏は南部氏が滅ぼしたその庶家の九戸氏と縁戚関係にあり、これを忌避した南部氏が不来方から福士氏を遠ざけたことにより、当地は南部氏の居城となった。
- 1599年（慶長4年） - 信直が病没。
- 1600年（慶長5年） - 関ヶ原の戦いで利直は東軍に属したため徳川家康より所領を安堵された。

#### 江戸時代

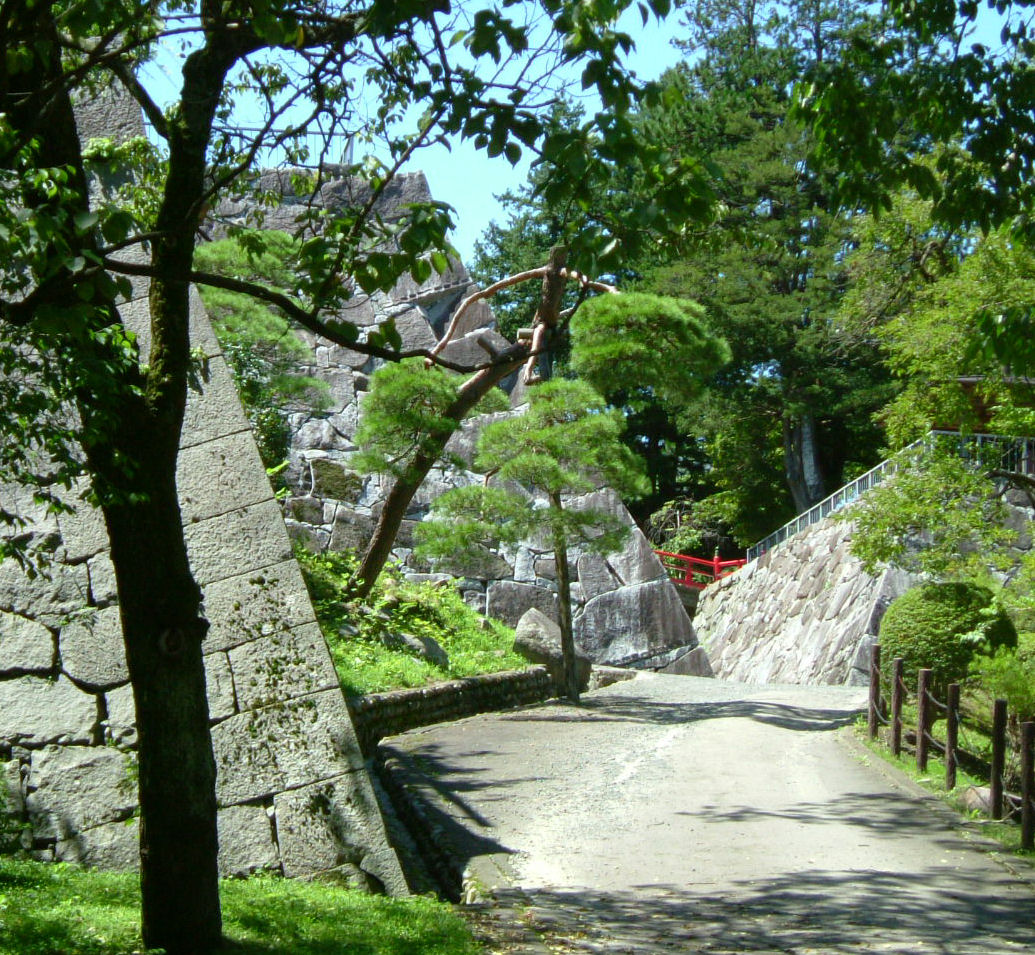
石垣

- 慶長年間（-1615年）には総石垣の城としてほぼ完成、利直は地名を「盛り上がり栄える岡」と言う願いを込め、「不来方」から「盛岡」に改めた。なお、利直が三の丸を整地した際に見つかった烏帽子岩（宝大石）は現在も三の丸跡に鎮座し、櫻山神社（旧・淡路丸大明神）の社宝として崇敬されている。
- 築城と共に城下町の建設を進め、中津川以北の湿地帯を埋め立てて市街地とした。また、中津川には「上ノ橋」「中ノ橋」「下ノ橋」（盛岡三橋）が架橋された。
- 1609年（慶長14年） 「上ノ橋」に、1611年（慶長16年）には「中ノ橋」に、それぞれ城下町建設を記念して、旧府・三戸から移された青銅製の擬宝珠が付けられた。現存する「上ノ橋」の擬宝珠は、国の重要美術品に認定されている。
- 盛岡城の全城が竣工したのは3代藩主重直の時代、1633年（寛永10年）である。翌1634年（寛永11年）失火により本丸を焼失し、一時、福岡城（九戸城）を居城とした。翌年の1635年（寛永12年）には修復され、再び盛岡城に戻り、以後、盛岡藩の藩庁として明治維新を迎えた。

### 近現代

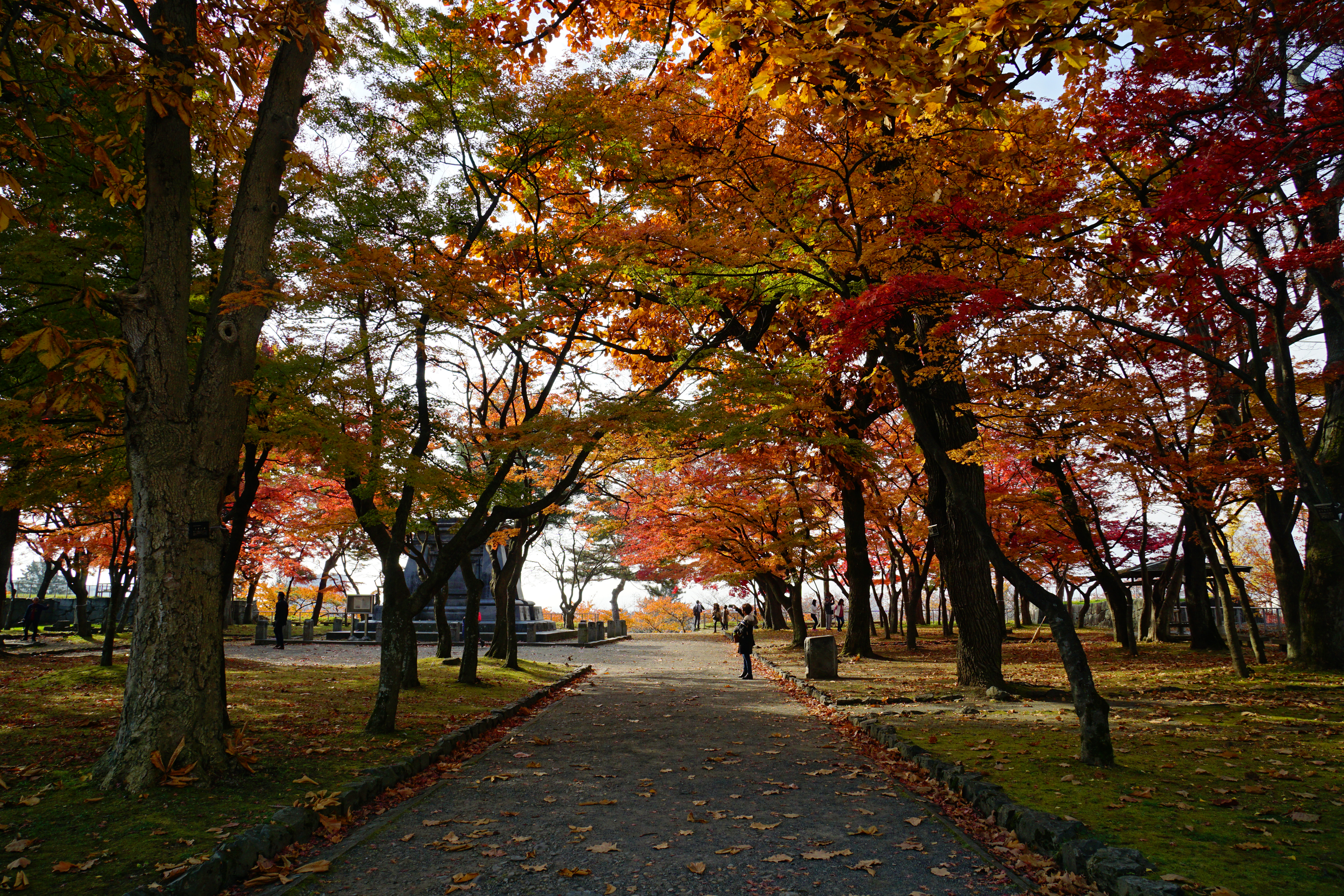
本丸

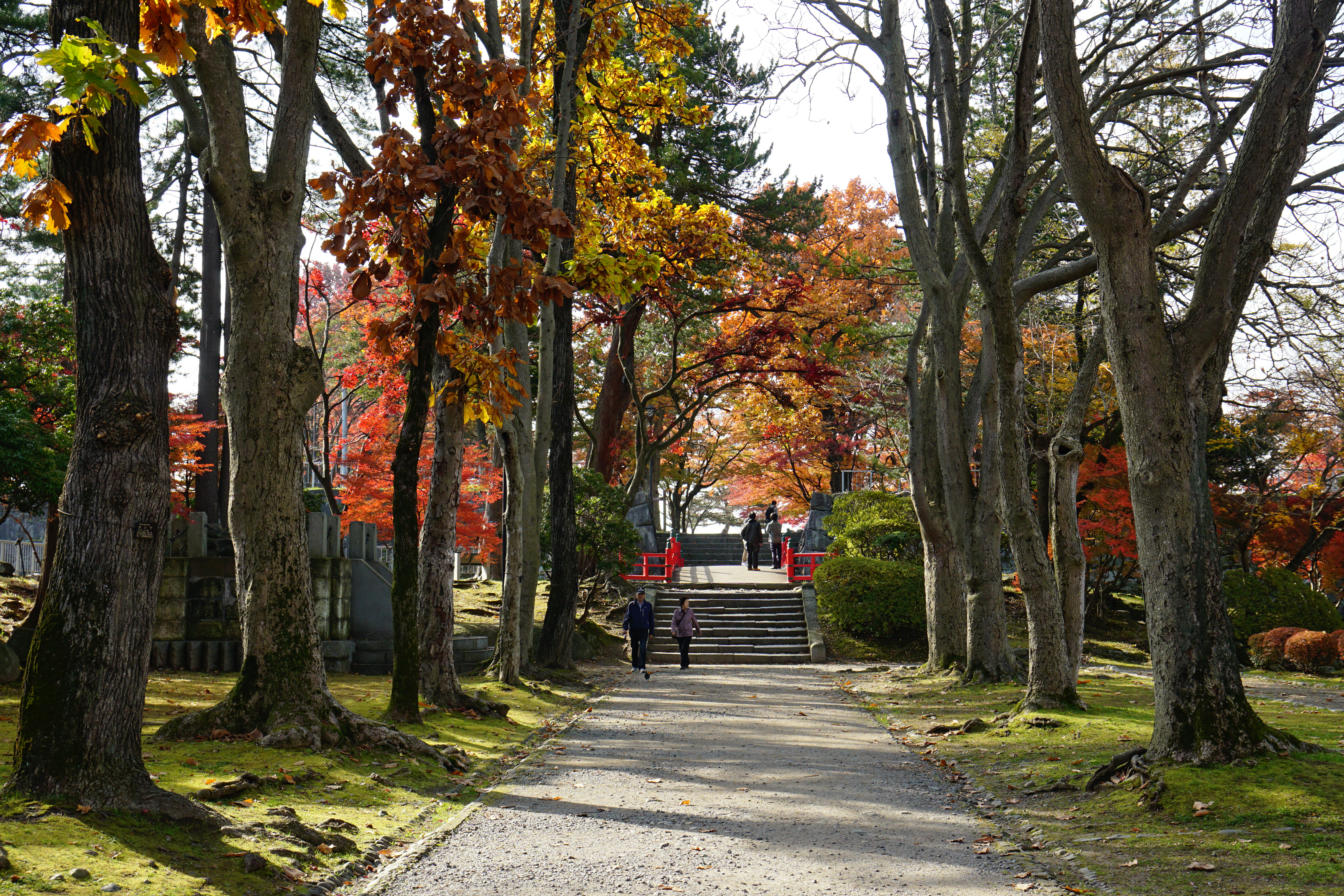
二の丸

- 1871年（明治4年） - 廃藩置県により廃城。
- 1874年（明治7年） - 廃城令では当初存城とされたが、老朽化が著しく一般に払い下げとなり、ほとんどの建物が解体移築された。その後、陸軍用地となった土地の建物を除いて旧藩主南部家に払い下げとなる。
- 1906年（明治39年） - 岩手県に貸与され、長岡安平の設計により「岩手公園」として開園した。
- 1934年（昭和9年） - 盛岡市が旧城地を南部家より買収する[5]。
- 1937年（昭和12年） - 城跡が「濠湟石壁土壘尚ヨク存シ舊規模ノ見ルベキモノアリ」[6]として国の史跡に指定された。
- 1956年（昭和31年） - 岩手公園として都市計画決定。一般公園として開設。
- 1980年（昭和55年） - 総合公園として開設。
- 1989年（平成元年） - 日本の都市公園100選に選定。
- 2006年（平成18年） - 日本100名城（6番）、日本の歴史公園100選に選定。愛称を『盛岡城跡公園』に決定。

## 岩手公園の改称問題、施設の木造復元・整備計画など
2006年（平成18年）5月、岩手公園が開園100周年を迎えるにあたり、盛岡市は「岩手公園」の正式名称を変更すると発表したが、数日後に「愛称を設定する」という表現に変更された。この発表は、盛岡市民にとって「寝耳に水」であり、愛称を一般公募しないまま、市が独自に選んだメンバーによる「愛称検討懇話会」にのみ諮って候補名を提示したことで、さらに市民の大きな不信を招き、地元メディアでも採り上げられ争論となった。同年8月に愛称を「盛岡城跡公園（もりおかじょうあとこうえん）」と「盛岡お城跡公園（もりおかおしろあとこうえん）」の二者択一とするアンケートを行い、「盛岡城跡公園」が賛成多数で決定、9月15日の岩手公園開園100周年記念式典で正式に発表された。この結果、道路標識、案内板や文書などでは「盛岡城跡公園（岩手公園）」と変更するように進められている。正式名称（都市公園法に基づく開設告示の名称）では『岩手公園』のままだが実質的には名称を変更したのに等しい。実際に、愛称選定の翌年の2007年（平成19年）9月に開始され、盛岡市が関わっている「いしがきミュージックフェスティバル」では、単に「盛岡城跡公園」としており、愛称選定の際に言及していた「（岩手公園）」の附記は実施されていない。公園入口の案内看板も同様に「盛岡城跡公園」の単独記載である。
なお「岩手公園」という名称は法的な手続きを経て決定されているが、法律上は開設された公園の名称変更は想定されていないことから、正式名称の変更ではなく、公園の実体を表す「愛称」の設定に過ぎない。また愛称の対象範囲としては「岩手公園」の区域が範囲となるが、これは昭和31年に総合公園として都市計画決定された後に、史跡の東側に隣接する地区も含めて整備された部分も含まれており、厳密には「盛岡城跡」の史跡指定範囲外の建造物や広場、駐車場などの区域も含んでおりながら、盛岡城跡公園と称している。
また、先のアンケートで「盛岡城跡公園」が34％、「盛岡お城跡公園」が22％の賛成があったものの、愛称そのものに反対の意見が29％あった。
「巖手公園」碑など、開園当時を偲ばせる造作物や、宮澤賢治の作品名に「岩手公園」が存在するなど名称そのものの歴史的価値が生まれており、「愛称が正式名称より長い」「観光客に誤解を与え混乱をきたす」など、改称には多くの問題が内在している。「盛岡城」の周知を狙った施策ではあるが、天守櫓や城門などの城郭の復元もなされておらず、単に公園の名称を変えることで城の存在感を示すという動きには賛否両論がある。100年間使用されてきた名称を変える明確な意義や効果が示されない以上、この問題は解決が困難である。
盛岡市によると、盛岡城の天守、櫓、門、土塀、土蔵の木造復元に向けて平成24年度に「史跡盛岡城跡整備基本計画」を策定したほか、写真や設計図など遺構についての詳細な資料を収集中である。

### 盛岡城跡公園芝生広場再整備計画（岩手公園PFI）
2019年4月、盛岡市は上記の史跡隣接区域にPFI事業者による商業施設整備計画を発表した。8月には市公園みどり課の人選による関係者懇話会が開催された  。2020年度は当該区域の樹木伐採が予定されていたが、9月上旬の文化庁との協議で「樹木を伐採しても、史跡に指定されている城郭の前に眺望を遮る施設が建つのでは意味がない」と補助金の交付に難色を示されたことから、盛岡市は同区域の伐採計画を2021年度以降に先送りすると発表した。盛岡城跡整備委員会の委員からも「文化庁からストップが掛かるとは衝撃的だ」「芝生広場には遺構が埋まっている。開発決定前に調査すべきだった」「基本計画を覆す事業案はおかしい」などといった不満が噴出した。文化庁の指摘に対して盛岡市の高浜康亘都市整備部長は、「施設が建っても整備基本計画書に記載された視点場からの眺望は十分確保される」と主張。市公園みどり課は「整備基本計画と岩手公園ＰＦＩの整合性に問題はない」としている。
また同区域は今後遺跡が出土した場合、開発が規制される国の史跡に追加指定される可能性があり、日本城郭史学会盛岡支部の神山仁支部長は「芝生広場は市内に唯一残された武家屋敷跡」と解説。文化財が眠っている可能性があるとし、別の研究者も「芝生広場部分は一般的な日本の城郭の『三の丸』に該当する重要な区域」と指摘し「発掘すれば何らかの発見があるのではないか」と語るが、市公園みどり課の森勝利課長は「現時点で史跡に指定されていないので、施設を建てても問題はない。民間事業者には文化財出土の可能性を伝えているし、遺跡を傷つけないよう建設することも技術的に可能」との見解を示している。

## 南部利祥中尉騎馬像台座
本丸には1908年（明治41年）に政官財界関係者や旧藩士らによって日露戦争で戦死した南部家第42代当主南部利祥を表彰した騎馬像が建立されたが、太平洋戦争中の1944年（昭和19年）に銅像本体が金属供出となり、その後は「南部利祥中尉騎馬像台座」として台座のみ残されている。
この台座については江戸時代には藩主が居住していた御殿跡にあり、盛岡市では文化庁の基準に基づき「江戸期の城郭の歴史的価値」に重点を置いた整備を進める方針としており、史跡外の芝生広場などへの移転が検討されている。
なお、櫻山神社に胸像部の鋳型が、馬の頭の部分の鋳型が名須川町の報恩寺に現存する。

## 催し
岩手公園では、多くの市民イベント、県民中央イベントが開かれる（いしがきミュージックフェスティバルなど）。

## 所在地
- 岩手県盛岡市内丸

## アクセス
- 東日本旅客鉄道（JR東日本）・IGRいわて銀河鉄道盛岡駅東口から岩手県交通バス利用
  - 15・16番のりばより盛岡都心循環バス「でんでんむし」
  - 5番のりばより｢210・218・252｣
  - 8番のりばより｢406｣
  - 10番のりばより｢219｣
    - 以上の路線で、「盛岡城跡公園」下車。

## ギャラリー

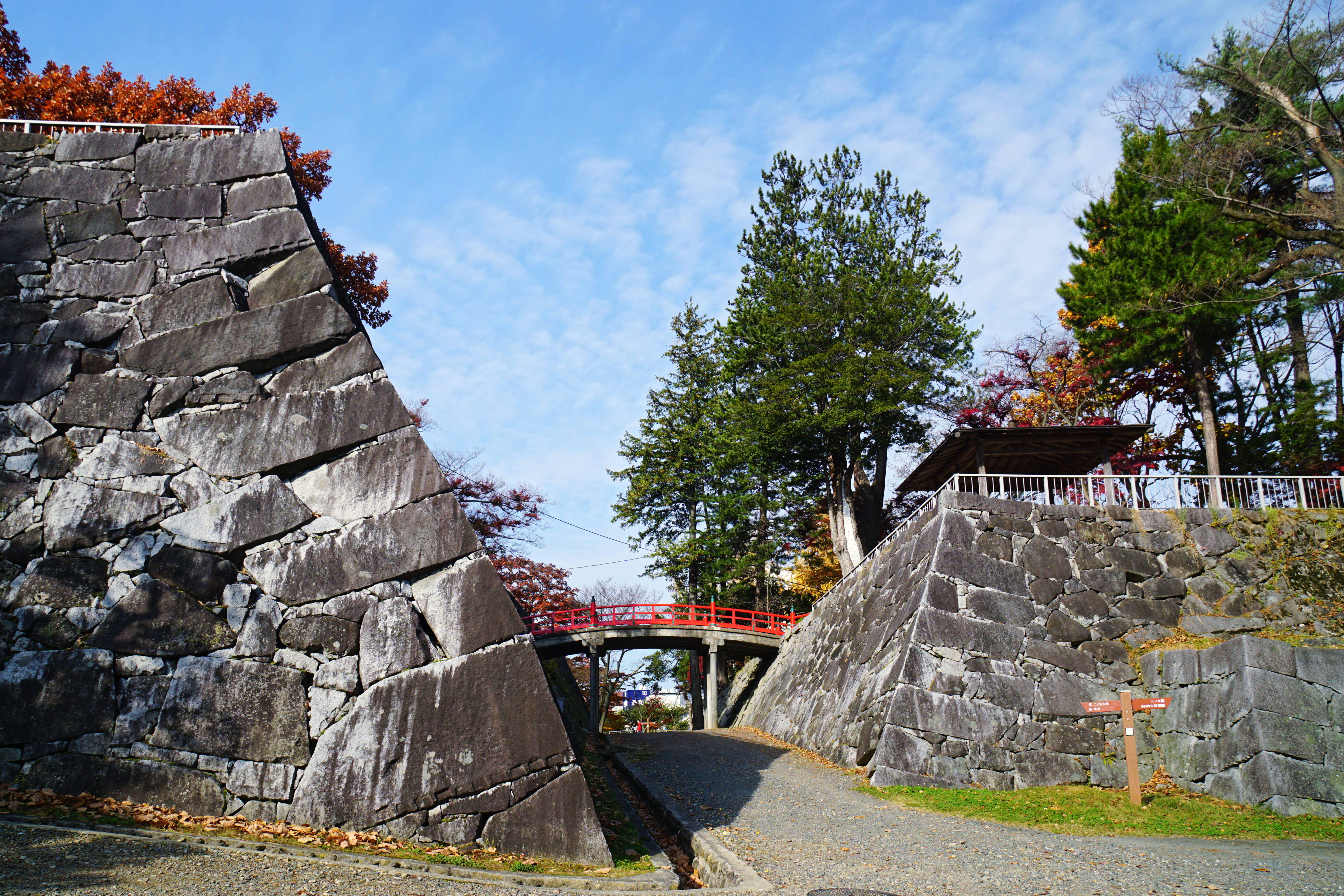
本丸と二の丸の間の空堀
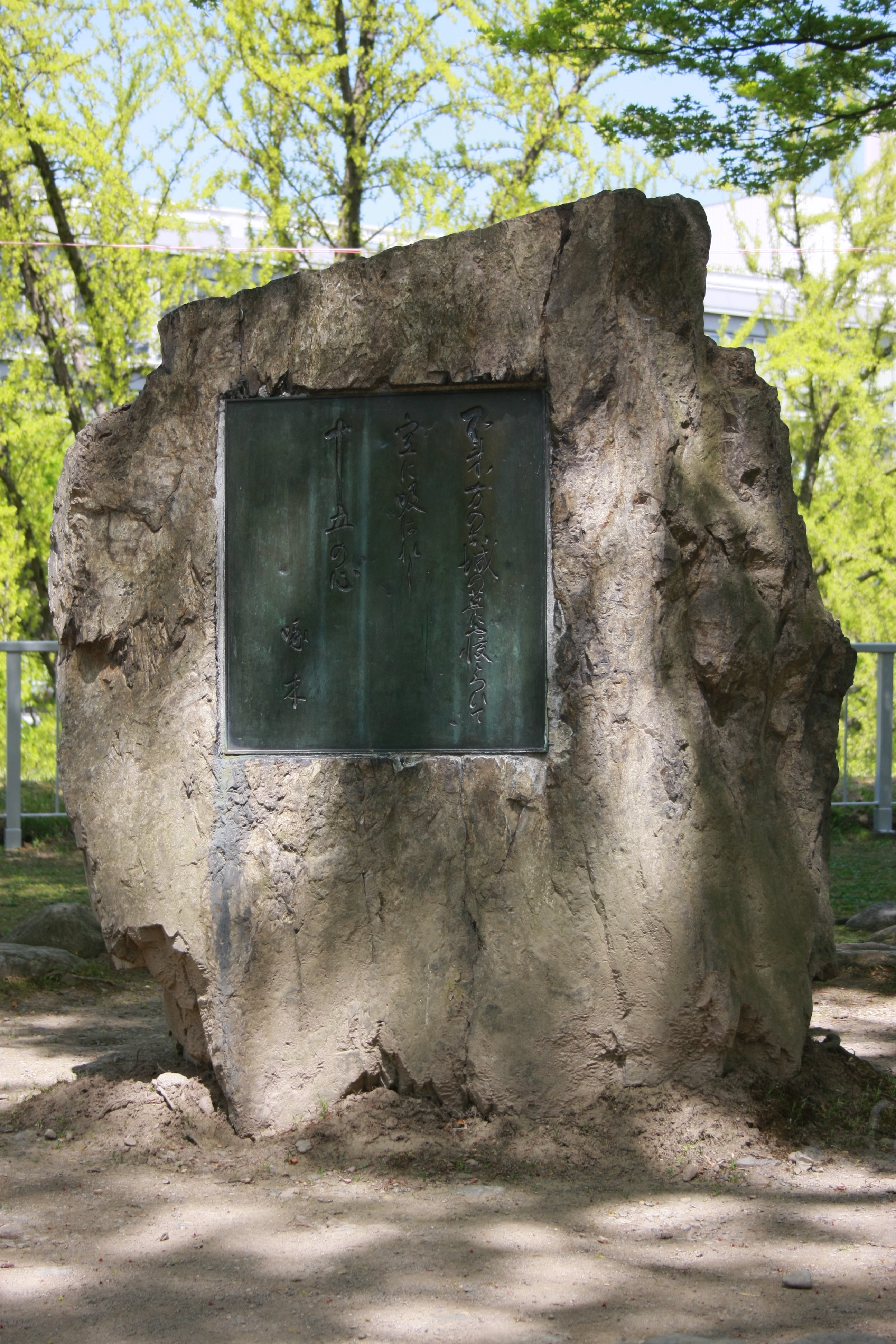
石川啄木歌碑
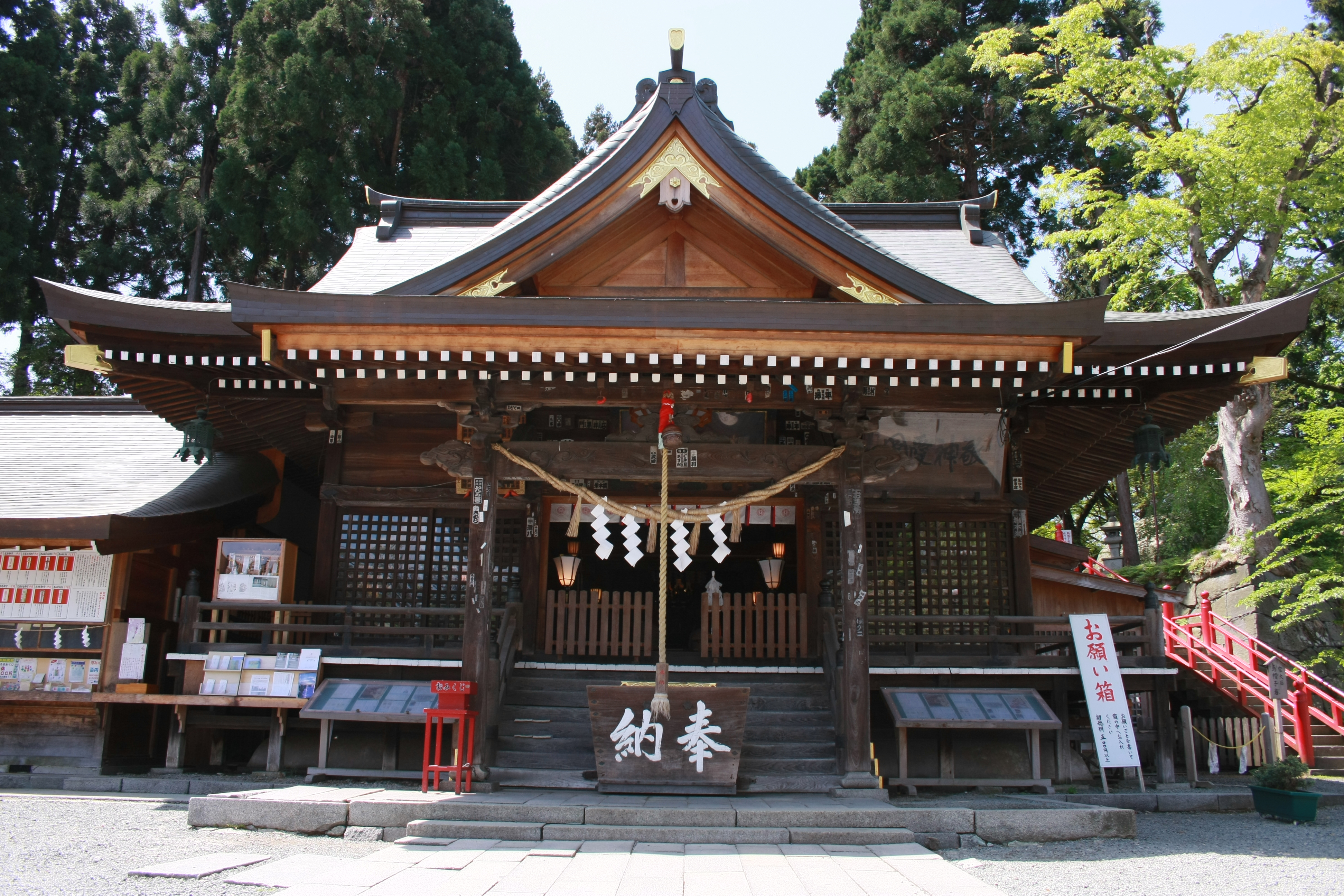
櫻山神社拝殿
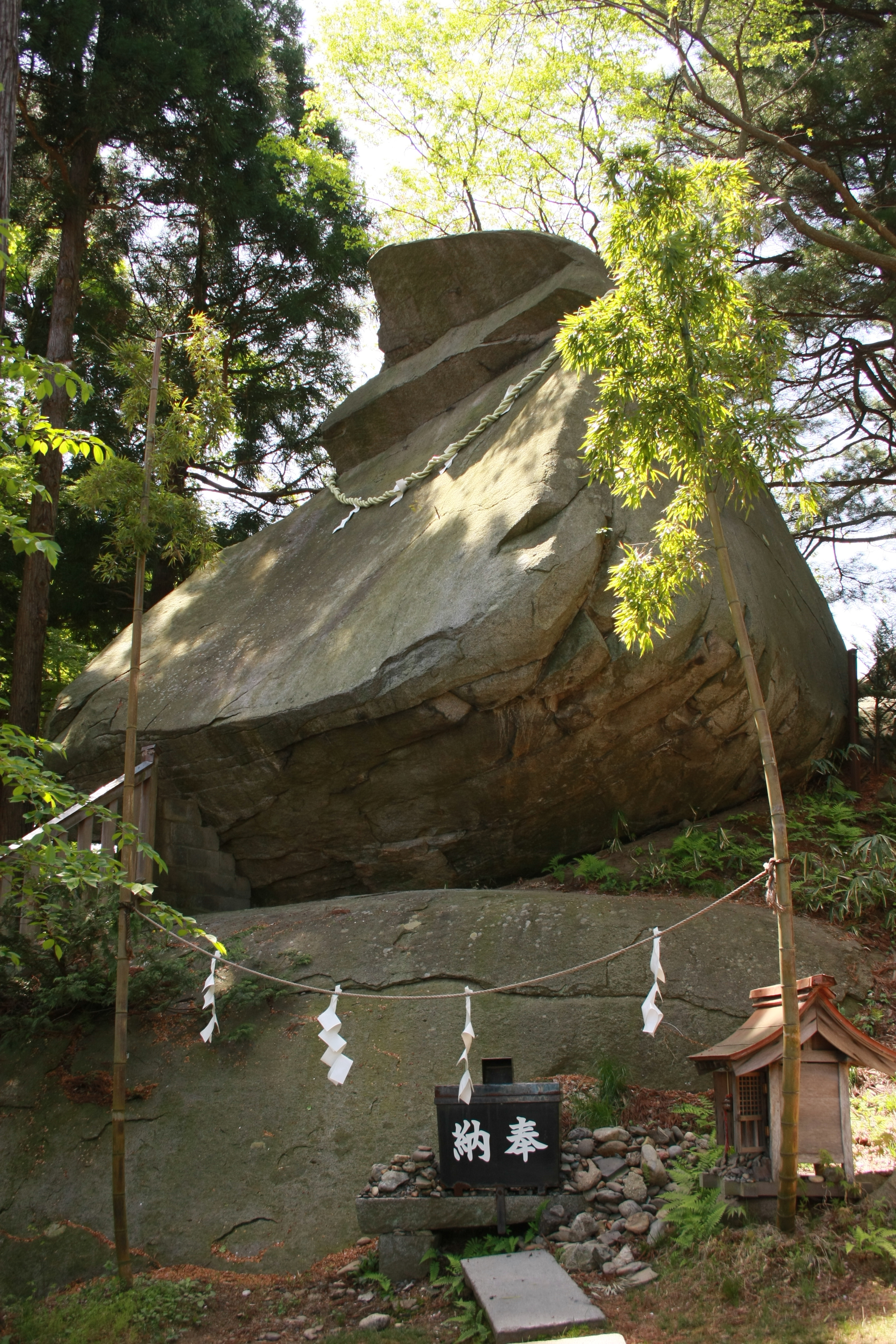
烏帽子岩
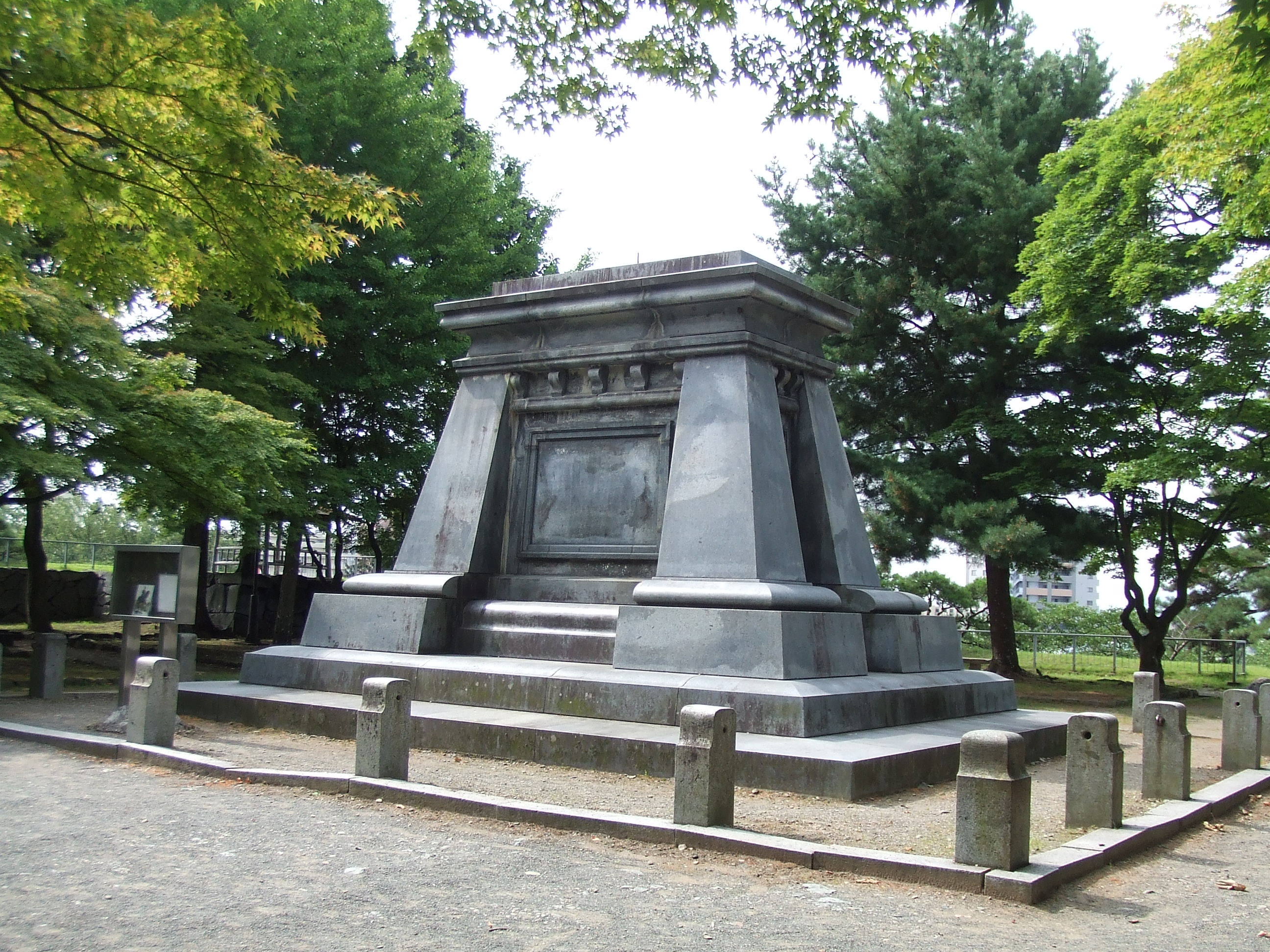
南部利祥中尉銅像台座
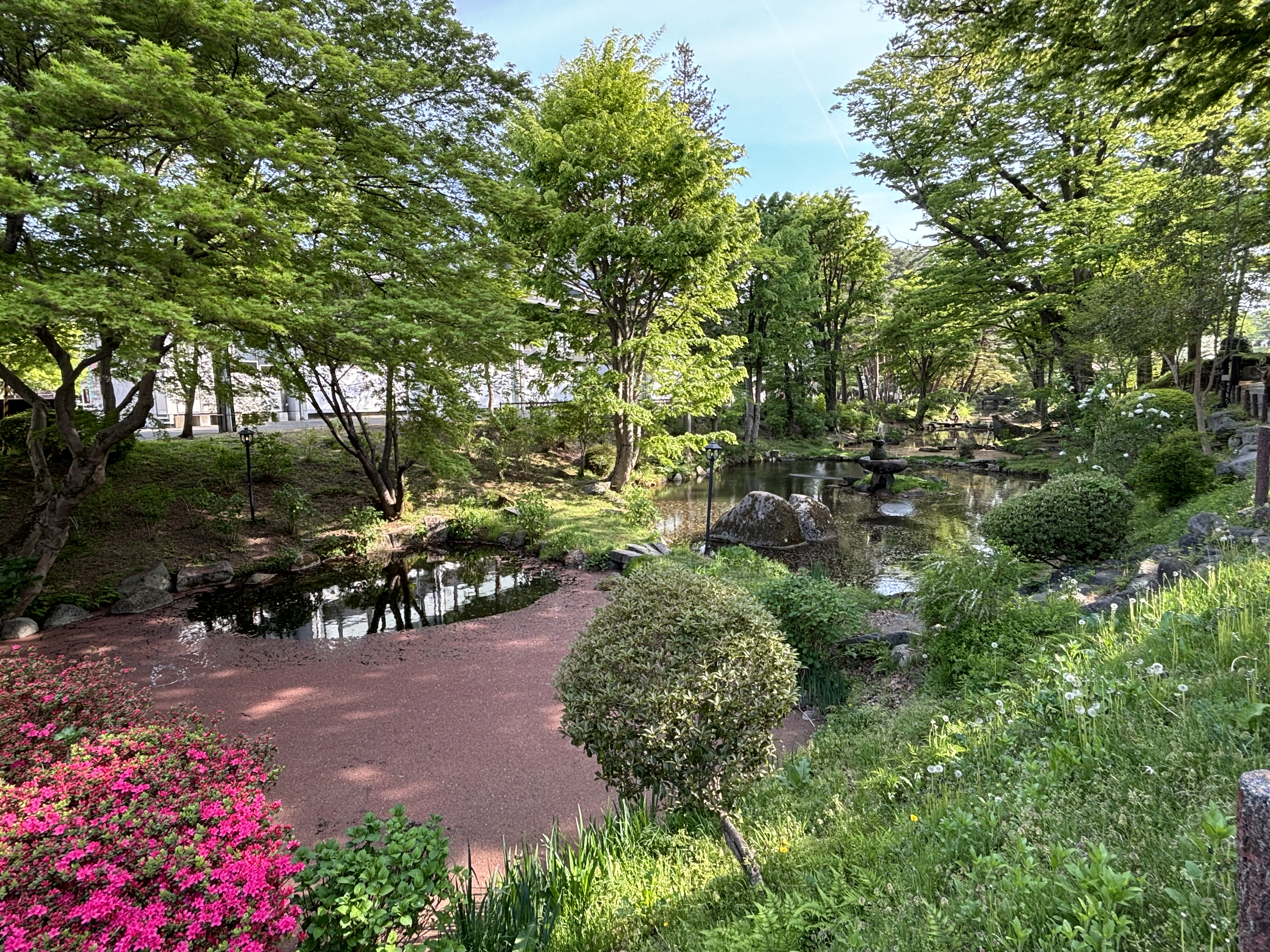
鶴ケ池（堀跡）